# Йоганн-Генріх Екгардт
Йоганн-Генріх Екгардт (нім. Johann-Heinrich Eckhardt; 3 грудня 1896 — 15 травня 1945) — німецький воєначальник, генерал-лейтенант вермахту. Кавалер Лицарського хреста Залізного хреста з дубовим листям.

## Біографія
Учасник Першої світової війни. Після демобілізації армії залишений в рейхсвері, служив у піхоті. З 12 жовтня 1937 року — командир 2-го батальйону 38-го піхотного полку 8-ї піхотної дивізії. Учасник Польської кампанії. З 6 лютого 1940 року — командир свого полку. Учасник Французької кампанії і німецько-радянської війни. 25 квітня 1943 року відправлений у резерв, 17 липня призначений командиром 211-ї піхотної дивізії. В листопаді 1944 року дивізія була розбита на Нарві. В 1945 році бився в Угорщині, звідки відійшов у Нижню Австрію. 8 травня взятий в полон американськими військами. Помер у полоні.

## Звання
- Однорічний доброволець (1 квітня 1914)
- Віцефельдфебель резерву (5 травня 1915)
- Лейтенант резерву (22 травня 1915)
- Лейтенант (1 жовтня 1920)
- Оберлейтенант (1 січня 1925)
- Гауптман (1 квітня 1929)
- Майор (1 серпня 1935)
- Оберстлейтенант (1 квітня 1938)
- Оберст (1 квітня 1941)
- Генерал-майор (1 жовтня 1943)
- Генерал-лейтенант (1 квітня 1944)

## Нагороди
- Залізний хрест
  - 2-го класу (20 жовтня 1915)
  - 1-го класу (2 березня 1917)
- Ганзейський Хрест (Гамбург; 1 грудня 1917)
- Королівський орден дому Гогенцоллернів, лицарський хрест з мечами (22 травня 1918)
- Нагрудний знак «За поранення» в сріблі (20 грудня 1918)
- Почесний хрест ветерана війни з мечами (18 грудня 1934)
- Медаль «За вислугу років у Вермахті»
  - 4-го, 3-го і 2-го класу (18 років; 2 жовтня 1936) — отримав 3 медалі одночасно.
  - 1-го класу (25 років; 26 квітня 1939)
- Медаль «У пам'ять 1 жовтня 1938» із застібкою «Празький град»
- Застібка до Залізного хреста
  - 2-го класу (17 жовтня 1939)
  - 1-го класу (29 травня 1940)
- Штурмовий піхотний знак в сріблі (1940)
- Німецький хрест в золоті (25 січня 1942)
- Лицарський хрест Залізного хреста з дубовим листям
  - лицарський хрест (20 травня 1942)
  - дубове листя (№644; 3 листопада 1944)
- Медаль «За зимову кампанію на Сході 1941/42» (15 серпня 1942)
- Відзначений у Вермахтберіхт (3 вересня 1944)